# (17461) Shigosenger
(17461) Shigosenger est un astéroïde de la ceinture principale.

## Description
(17461) Shigosenger est un astéroïde de la ceinture principale. Il fut découvert le 20 octobre 1990 à Geisei par Tsutomu Seki. Il présente une orbite caractérisée par un demi-grand axe de 3,00 UA, une excentricité de 0,21 et une inclinaison de 2,8° par rapport à l'écliptique.